# Hjerteflimmer for voksne
Hjerteflimmer for voksne er en dansk podcast fra 2020 skabt af Sara Bro for DR. Programmet havde premiere den 21. oktober 2020 på DR Lyd og er en selvstændig fortsættelse af DR ungdomsprogrammet Hjerteflimmer (2006-2007). Programmets vært var Sara Bro frem til marts 2024, hvorefter Sebastian Lynggaard overtog.
I programmet fortæller to gæster om hver deres kærlighedsrelaterede spørgsmål eller problemer, hvorefter de modtager råd fra programmets medvært, ph.d. i socialpsykologi og parterapeut, Jytte Vikkelsøe.
Programmet var nomineret til "Årets lyd/radioprogram" ved EchoPrisen i 2021, og programmet var nomineret igen i 2024.